# 焦馨
焦馨（？年—？年），字寧考，號蘅芷，山東濟南府章丘縣（今山東省濟南市章丘區）人。明朝政治人物。萬曆辛丑進士，累官寧夏巡撫。

## 生平
萬曆二十五年（1597年）丁酉科第六十六名舉人，萬曆二十九年（1601年）辛丑科進士。吏部觀政，三十三年授中书舍人，三十八年升兵部员外郎，四十二年升本司郎中，四十三年升大名道河南副使，次年調汝南道，整饬信陽兵备，四十六年升本省參政，天啓元年加升按察使，改河南右布政使、分巡河北道，三年擢本省右布政使，四年转山西左布政使。天啓七年（1627年）以都察院右僉都御史，巡撫寧夏，崇禎元年拾遺去職。卒贈工部侍郎。

## 著作
著有《栋云斋文集》。

## 家族
焦馨子孫，在清代科第繁盛，進士、舉人輩出。
子焦日培，号心植；焦日芬，顺治初岁贡，选建昌府推官；焦日荃，焦馨子，顺治十四年（1657年）武举人。
孫焦毓庆，日培子，顺治元年（1644年）拔贡，选授江西永新縣知縣；焦毓栋，日培子，康熙十八年（1679年）己未科进士，累官吏部考功司郎中；焦毓鼎，日培子，康熙三十年（1691年）进士，授湖广钟祥县知县。
孫焦毓瑞，日芬子，顺治四年（1647年）进士，授庶吉士，累官户部左侍郎。